# Округ Морган (Индијана)
Округ Морган (енгл. Morgan County) је округ у америчкој савезној држави Индијана.

## Демографија
По попису из 2010. године број становника је 68.894, што је 2.205 (3,3%) становника више него 2000. године.
| Група             | 2000.          | 2010.          |
| Белци             | 65.398 (98,1%) | 66.782 (96,9%) |
| Афроамериканци    | 50 (0,1%)      | 176 (0,3%)     |
| Азијати           | 164 (0,2%)     | 248 (0,4%)     |
| Хиспаноамериканци | 490 (0,7%)     | 820 (1,2%)     |
| Укупно            | 66.689         | 68.894         |